# Кірюшкинська сільська рада
Кірю́шкинська сільська рада (рос. Кирюшкинский сельский совет) — сільське поселення у складі Бугурусланського району Оренбурзької області Росії.
Адміністративний центр — село Кірюшкино.

## Історія
2005 року були ліквідовані Баймаковська сільська рада (село Баймаково) та Нуштайкінська сільська рада (село Нуштайкіно), території увійшли до складу Кірюшкинської сільради.

## Населення
Населення — 1745 осіб (2019; 1843 в 2010, 1971 у 2002).

## Склад
До складу сільської ради входять:
| Населений пункт    | Населення, осіб (2002) | Населення, осіб (2010) |
| ------------------ | ---------------------- | ---------------------- |
| Баймаково, село    | 617                    | 623                    |
| Кірюшкино, село    | 838                    | 713                    |
| Муравейник, селище | 41                     | 56                     |
| Нуштайкіно, село   | 475                    | 451                    |